# Piet Plantinga
Piet Hein Plantinga (Amsterdam, 29 giugno 1896 – Amsterdam, 7 ottobre 1944) è stato un pallanuotista olandese.
Faceva parte della squadra dei Paesi Bassi che ha partecipato ai Giochi di Anversa 1920.